# Domènec Soberano i Mestres
Domènec Soberano i Mestres (Reus, 1825-1909) fue un pintor y comerciante de vinos espumosos español.
Maestro de los pintores Baldomero Galofré, José Tapiró y Josep Llovera.
Abrió una escuela de dibujo en Reus que aún funcionaba en 1888 y en la que estudió Mariano Fortuny del que descubrió su talento y que conservó numerosos apuntes.